# Comédiens italiens dans un parc
 (juillet 2024).
La mise en forme du texte ne suit pas les recommandations de Wikipédia : il faut le « wikifier ».
Les points d'amélioration suivants sont les cas les plus fréquents. Le détail des points à revoir est peut-être précisé sur la page de discussion.
- Les titres sont pré-formatés par le logiciel. Ils ne sont ni en capitales, ni en gras.
- Le texte ne doit pas être écrit en capitales (les noms de famille non plus), ni en gras, ni en italique, ni en « petit »…
- Le gras n'est utilisé que pour surligner le titre de l'article dans l'introduction, une seule fois.
- L'italique est rarement utilisé : mots en langue étrangère, titres d'œuvres, noms de bateaux, etc.
- Les citations ne sont pas en italique mais en corps de texte normal. Elles sont entourées par des guillemets français : « et ».
- Les listes à puces sont à éviter, des paragraphes rédigés étant largement préférés. Les tableaux sont à réserver à la présentation de données structurées (résultats, etc.).
- Les appels de note de bas de page (petits chiffres en exposant, introduits par l'outil «  Source ») sont à placer entre la fin de phrase et le point final[comme ça].
- Les liens internes (vers d'autres articles de Wikipédia) sont à choisir avec parcimonie. Créez des liens vers des articles approfondissant le sujet. Les termes génériques sans rapport avec le sujet sont à éviter, ainsi que les répétitions de liens vers un même terme.
- Les liens externes sont à placer uniquement dans une section « Liens externes », à la fin de l'article. Ces liens sont à choisir avec parcimonie suivant les règles définies. Si un lien sert de source à l'article, son insertion dans le texte est à faire par les notes de bas de page.
- La présentation des références doit suivre les conventions bibliographiques. Il est recommandé d'utiliser les modèles {{Ouvrage}}, {{Chapitre}}, {{Article}}, {{Lien web}} et/ou {{Bibliographie}}. Le mode d'édition visuel peut mettre en forme automatiquement les références.
- Insérer une infobox (cadre d'informations à droite) n'est pas obligatoire pour parachever la mise en page.

Pour une aide détaillée, merci de consulter Aide:Wikification.
Si vous pensez que ces points ont été résolus, vous pouvez retirer ce bandeau et améliorer la mise en forme d'un autre article.
Le tableau Comédiens italiens dans un parc porte la date de 1719 et est signé de la main de Jean-Baptiste Oudry. 
Ce tableau a été présenté au public pour la première lors de l’exposition La Régence à Paris (1715-1723) au Musée Carnavalet. Oudry a peint cette scène de genre l'année où il a été reçu à l'Académie Royale de Peinture et de Sculpture en tant que peintre d'histoire. Néanmoins, ce tableau révèle un attachement à d'autres modèles au début de sa carrière. L’œuvre met en scène des personnages de la commedia dell’arte à une époque où le théâtre connaît un important renouvellement en France.

## Histoire
Ce tableau, acheté en 2020 par un particulier, est la seule version signée et datée ; une autre version considéré comme autographe est également répertoriée,. Il existe plusieurs copies anciennes, ainsi qu'une gravure réalisée en sens inverse dans les décennies qui suivirent l'achèvement de cette toile.

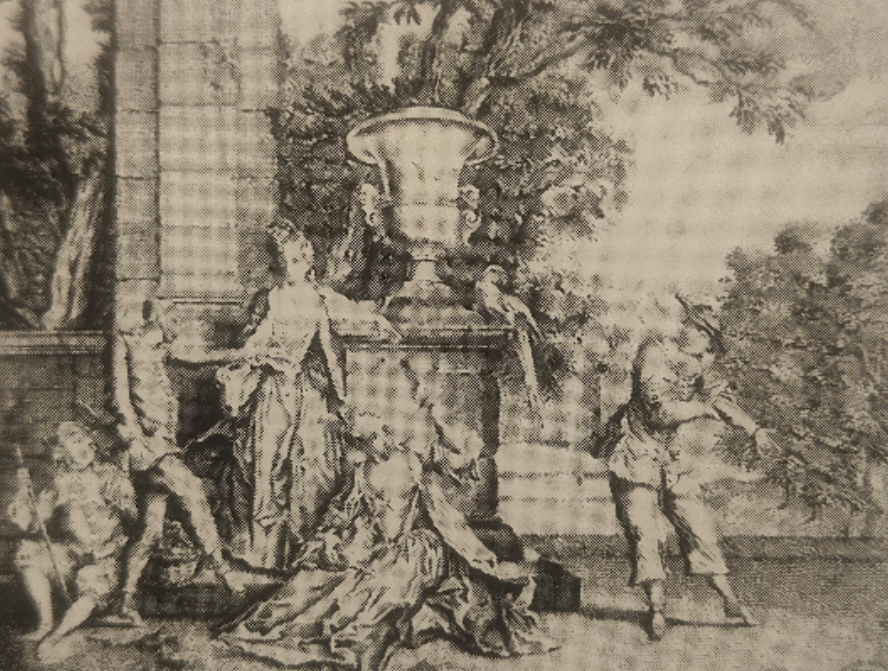
Graveur inconnu, d'après Jean-Baptiste Oudry, Comédiens italiens dans un parc, 1719-1720, Paris, Bibliothèque Nationale, Cabinet des estampes.

Ces différentes interprétations de l'œuvre témoignent du goût des contemporains pour les scènes de divertissement, notamment le théâtre.
La première phase de la carrière d’Oudry est la moins bien documentée. Beaucoup d’œuvres de cette période n’ont pas été conservées ou ne lui ont pas encore été attribuées. Comédiens italiens dans un parc constitue donc un jalon important pour la connaissance des débuts de l’artiste. Elle se distingue du reste de sa production, principalement constituée de natures mortes, de portraits et de quelques scènes de genre ou peintures d’histoire. Par la suite, Oudry se spécialise dans le genre de la peinture animalière qui lui assure une grande renommée. De ce fait, le sujet traité dans le tableau Comédiens italiens dans un parc est une œuvre relativement rare dans le catalogue raisonné de l’artiste.

## Description
Comédiens italiens dans un parc présente une composition équilibrée et dynamique. L'attention du spectateur est d'abord retenue par le premier plan, qui est peuplé de cinq figures. L'une d'entre elles se détache sur la partie gauche du tableau, elle s'inscrit dans une percée lumineuse qui la met en valeur et souligne son geste. Tandis que le sens de lecture se développe vers la partie droite du tableau où quatre figures sont disposées de manière plus dense. Une jeune femme au centre de la composition offre une focalisation au spectateur (elle est assise au pied d'un élément architectural surmonté d'un vase). Le vase s’intègre dans un schéma pyramidal en tant que sommet, le sol est en sa base, ses pans sont formés par la figure isolée à gauche d'un côté et des trois figures disposées en escalier passant de debout à assis. Cette composition pyramidale est traditionnelle dans l'art occidental, notamment dans la peinture religieuse. Cela a pour effet d'anoblir le sujet traité alors qu'il s'agit d'un simple embellissement. 
Le second plan est habité par une nature fournie composée d'arbres verdoyants qui dénotent avec la palette bleutée utilisée pour représenter les éclaircies du ciel nuageux. Dans la profondeur du tableau, une percée lumineuse encadrée de deux arbres nous laisse voir une fontaine à côté de laquelle se promènent deux figures, conférant un caractère champêtre au tableau.
La composition est structurée de façon élaborée par de nombreuses lignes de forces. De gauche à droite, celles horizontales débutent avec la ligne séparant les plans de la composition, également avec les lignes architecturées de la fontaine. Le spectateur est ensuite reconduit vers le premier plan en direction des détails architecturaux où les pierres de taille se séparent en sillons horizontaux. Le bras droit de la figure masquée continue cette dynamique. L’équilibre de la composition est induit également par trois lignes obliques rythmant le centre de la toile : la première est tracée par le bras droit de la figure masculine vêtue de blanc, la deuxième est créée par le corps du perroquet qui surplombe les comédiens, puis une dernière est conçue par la continuité suggérée de l'éventail tenu par la figure féminine assise et de l'index tendu par la seconde figure féminine. La composition est donc solidement structurée. L'impression d'équilibre complémentaire est presque contradictoire. Le peintre a orchestré un jeu entre stabilité et mouvement.
Au travers de leurs costumes, on est à même de reconnaître que les figures sont issues du monde du théâtre. Leurs gestes expressifs et leurs postures animées suggèrent qu'elles sont engagées dans une conversation ou peut-être même dans une improvisation théâtrale. La figure à droite semble inviter la femme assise qui le regarde dissimulée derrière son éventail. À droite, l’axialité de la femme accoudée à la base soutenant la vase se voit mise en relation avec la pose désarticulée du personnage masquée.
Les costumes captent immédiatement l'attention. Ils sont riches en détails, avec des tissus tantôt colorés tantôt neutres et des ornements élaborés qui évoquent la théâtralité de la commedia dell'arte. Chaque personnage semble avoir son propre style vestimentaire, mais tous partagent une exubérance visuelle qui attire le regard et tranche avec leurs expressions faciales neutres.
Au niveau des rapprochements formels pouvant être mis en lumière avec les contemporains d’Oudry. On note que la palette chromatique utilisée par l'artiste possède des qualités communes à celle de son maître Nicolas de Largillière, on le perçoit en comparant Comédiens italiens dans un parc avec le Portrait d'homme en Apollon, exécuté en 1715. Quant aux placement des figures et leurs mouvements anguleux, ils rappellent les œuvres de Claude Gillot, comme  dans son tableau Le Tombeau de Maître André, peint en 1716-1717.
Le tableau inclut dans sa composition deux animaux, un perroquet et un chien. Ils sont représentés de manière naturaliste au centre de l'œuvre. Cet attrait pour la représentation de figures animales est perceptible tout au long de la carrière de Jean-Baptiste Oudry,.

## Analyse
L'iconographie de cette œuvre reflète une nouveauté culturelle, l'entrée de la troupe italienne à Paris en 1716. Jean-Baptiste Oudry a représenté dans son tableau des personnages issus de la commedia dell’arte. À gauche on reconnaît la figure isolée et avenante de Pierrot, il est représenté portant un costume blanc traditionnel. La figure masquée est quant à elle Arlequin, reconnaissable à son costume multicolore à losanges, à son masque noir et à son caractère espiègle. Ils peuplent la scène accompagné par des figures habillées à la mode du temps de la Régence.
L'iconographie théâtrale choisie par Jean-Baptiste Oudry est à mettre en relation avec son activité de décorateur de théâtre au début de sa carrière. À cette époque, il réalise des décors de théâtre pour divers commanditaires et participe lui-même à des événements tenus dans des bosquets où il interprète le rôle de Pierrot en jouant de la guitare. En plus de ce tableau, il  a représenté les personnages de Pierrot et d’Arlequin jouant de la musique dans le tableau Les Divertissements champêtres, la Danse, peint entre 1720 et 1723. Peinte pour Louis Fagon afin de décorer le Château de Voré ; cette œuvre comprend des membres de la commedia dell’arte perchés sur un léger relief tandis qu’un couple en contrebas danse,.
Durant la Régence, on note un intérêt pour les représentations de personnages issus de la commedia dell’arte. On peut citer Pierrot réalisé vers 1715 par Antoine Watteau où est représenté un groupe de personnages costumés dans un style typique de la commedia dell'arte, avec Pierrot au centre. Watteau réalise également en 1717-1719 Arlequin, Pierrot et Scapin où sont mis en scène trois personnages emblématiques de la commedia dell'arte dans une composition dynamique. Il est intéressant de souligner que Watteau a aussi réalisé Les Comédiens français en 1720, sortant de l'influence du théâtre italien. En 1719, Nicolas Lancret quant à lui peint Le Théâtre italien où est représenté un groupe de comédiens italiens se préparant pour une représentation. Comme on peut le constater, le thème représenté par Oudry était commun dans la peinture française de la Régence.
Le tableau de Jean-Baptiste Oudry souligne l'importance du divertissement et du théâtre dans la vie sociale et culturelle du XVIIIe siècle. La commedia dell'arte était une forme de théâtre populaire qui combinait la farce, l'improvisation et la musique pour divertir le public. Les personnages représentés en compagnie de ces comédiens portent des costumes élaborés et luxueux, suggérant un statut social élevé. Il est envisageable qu'ils appartiennent à la classe aristocratique, laquelle portait un intérêt pour le théâtre et les divers divertissements propres à l'époque de la Régence. Durant cette période, l'aristocratie a adopté et transformé des formes théâtrales issues de la tradition foraine, notamment les parades d’amateurs, popularisées par Thomas-Simon Gueullette qui ont été intégrées dans les divertissements aristocratiques. Celles-ci ne sont pas de simples fantaisies, mais des représentations visuelles de cette fusion entre culture populaire et aristocratique. Cela montre la manière dont celle-ci s'est approprié des éléments de la culture théâtrale populaire pour les intégrer à ses propres loisirs et valeurs. 
Les travaux de François Moureau sur l'influence de la commedia dell'arte italienne sur le théâtre français ont montré comment des personnages italiens comme Arlequin et Pierrot ont été intégrés dans le théâtre français, non par simple imitation, mais par adaptation ; il souligne que même après la fermeture de la Comédie italienne en 1697, les caractéristiques du théâtre italien ont continué à se diffuser et à s'incorporer dans les formes théâtrales françaises. On trouve une importance singulière à la peinture de théâtre, notamment chez Claude Gillot et Antoine Watteau, qui ont puisé dans l'imaginaire italien pour leurs œuvres sans avoir jamais visité l'Italie ; on retrouve cet emploi dans le tableau de leur contemporain Jean-Baptiste Oudry. Leurs peintures reflètent une vision influencée par les thèmes et les personnages théâtraux italiens. Leurs œuvres sont un témoignage de l'après 1715, période de l'arrivée de la nouvelle troupe italienne en 1716.